# Romanzo

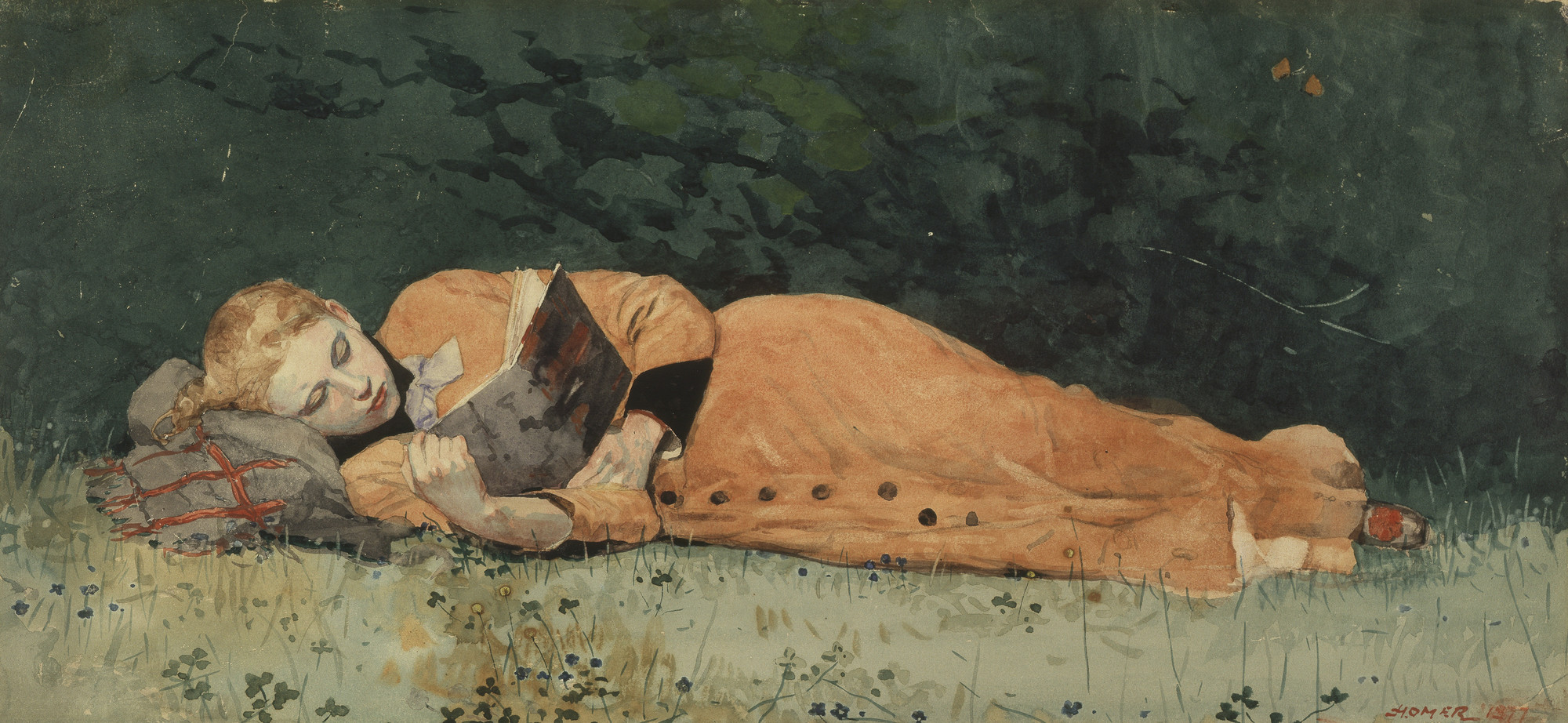
Il nuovo romanzo, dipinto di Winslow Homer (1877).

Il romanzo è un genere della narrativa scritto in prosa. Origini e caratteristiche fondanti del romanzo sono argomento di dibattito tra gli studiosi. Certamente si può affermare che una premessa importante del romanzo moderno è da individuare nella prima produzione in lingua d'oïl (XI secolo): le narrazioni in versi di questa tradizione, sia che recuperassero temi greco-romani sia che rielaborassero temi cavallereschi (cicli bretone e carolingio), venivano indicate già allora con il termine roman.
Il principale carattere di novità rispetto alle tradizioni narrative immediatamente precedenti (e al genere epico in particolare, con le sue imprese militari collettive) è il modo diverso di porsi in rapporto col tempo. Fa parte dell'arte moderna (nominata contemporanea alla nascita del Romanzo) e necessariamente deve contenere quel modo di narrare nuovo e di contrasto con l'arte del passato.
La Teoria dell'Estetica di Theodor Adorno si sofferma sull'incompiutezza dell'opera, ossia il suo essere sempre in formazione: mentre gli altri generi epici tendono a fermare il Tempo partendo da un inizio e arrivando a una fine, il Romanzo non ha un fine, non mette il punto. Altre caratteristiche stilistiche come il progressivo focalizzarsi dell'attenzione sul singolo individuo o su piccoli gruppi di cavalieri, immersi in vicende che hanno un misto di storico e di "meraviglioso".
L'"esperienza assoluta" del cavaliere, irretito nella sua aventure (termine che in francese antico indicava inizialmente solo il destino o il caso e che finisce per indicare il complesso delle peripezie e il perfezionamento etico di chi le attraversa), sviluppa negli scrittori l'esigenza di una narrazione meno ingessata, "capace di rappresentare un mondo complesso e variamente articolato". Il romanzo è dunque costruito da una struttura della storia più o meno complessa e da una varietà di personaggi più o meno ampia. Questa profonda articolazione ha dato vita a numerosi sottogeneri: si passa dal genere storico al fantastico, dal giallo al romanzo epistolare.

## Etimologia
Il termine  "romanzo" ha origini dalle forme del francese antico romans, romant, roman o romanz. Romanz, in particolare, è forma sostantivata dell'aggettivo romanz, che deriva dall'avverbio latino volgare romanice (romanice loqui, ovvero "parlare alla romana", il quale deriva dal latino romanus): parlano romanice i cittadini di origine romana, mentre il ceppo barbarico era indicato complessivamente come teudisca lingua:
(Giuramenti di Strasburgo, 842)
 A partire dall'età carolingia, si inizierà a parlare di romana lingua (spesso rustica romana lingua):
(Concilio di Tours, 813)

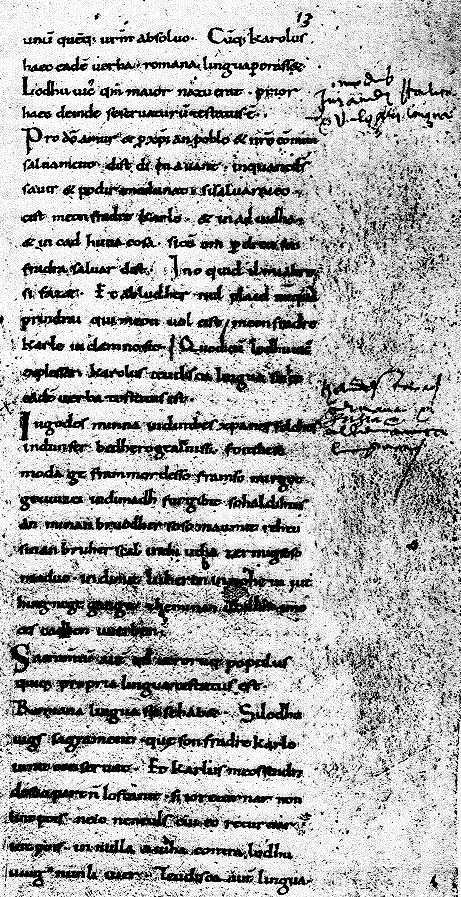
Il testo dei Giuramenti di Strasburgo

In Francia, Romanz s'applicò inizialmente al volgare "preso in blocco": il termine, cioè, non indicava una specifica lingua romanza. Gli stessi testi antichi danno atto di questo lento differenziarsi delle parlate romanze. Nel Floovant, ad esempio, troviamo scritto:
()

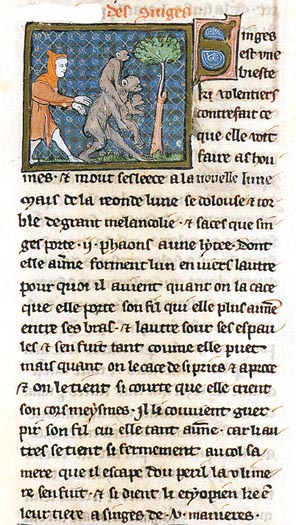
Il Tresor, libro I

Ne dà testimonianza anche Brunetto Latini, esule fiorentino in Francia, che sente di specificare a proposito del suo Tresor:
(Il Tresor, libro, I, 1,7.)
Durante la prima metà del XII secolo, in Francia, avviene una scissione dove romanz significa anche discorso orale o testo scritto in lingua volgare. Nella seconda metà del XII secolo indica un'opera narrativa per la lettura che riprende leggende del mondo antico (Antica Grecia e Roma). Nel XIII secolo avviene lentamente la crisi delle declinazioni e i termini romanz, romant cominciano ad essere modificati in roman, che indicava la trasposizione in prosa dei precedenti romanzi in versi.
Intanto in Italia tra la fine del XIV secolo e l'inizio del XV secolo già Dante e poi Petrarca utilizzarono il termine romanzo identificando la "narrazione in prosa":
(Dante Alighieri, Divina Commedia, Purgatorio XXVI, 118)
(Francesco Petrarca, I Trionfi, IV, 66)
Nel XV-XVI secolo il termine roman indica una poetica narrativa, in versi o in prosa cavalleresca-avventurosa eroico amoroso-pastorale che si concentrano sull'analisi e evoluzione dell'eroe. Nel XVII secolo roman indica il romanzo moderno vicino a come noi lo conosciamo.
In conclusione è la lingua francese che ha lasciato sul termine italiano romanzo la sua impronta fonetica più rilevante. Invece nelle altre lingue neolatine e l'inglese la trasposizione del termine francese ha assunto significati e sfumature differenti rispetto all'italiano:
- romance nella concezione iberica non si modifica nel termine arcaico francese ma assume il significato di una composizione dotata di uno specifico metro, un poema che discende dalla tradizione orale
- il termine romance in inglese sta ad indicare le forme narrative di carattere eroico e mitico, propense all'utilizzo dell'allegoria e densamente affollate di elementi fantastici, mentre le narrazioni in cui la rappresentazione della vita e la cornice sociale sono realistiche vengono invece indicate con il termine novel.

## Storia del romanzo
Sebbene la parola romanzo abbia fatto la sua comparsa in età moderna, caratteristiche del romanzo si ritrovano in numerose opere antiche. Forme primordiali di romanzo sono state rintracciate già duemila anni prima di Cristo in Egitto appartenenti al filone fantastico, sentimentale, politico, satirico (per esempio i romanzi Le avventure di Sinuhe e Il racconto del naufrago). Specialmente in età ellenistica infatti i gusti letterari tesero a narrazioni di vario genere, dall'epico al mitologico, dall'umano al fantastico, caratterizzate da una lunghezza piuttosto limitata a dispetto della tradizione omerica. L'Iscrizione sacra di Evemero è uno dei primi esempi del romanzo utopico. L'età ellenistica nei secoli II e III d. C. ci ha lasciato i romanzi di Caritone, Senofonte Efesio, Longo Sofista, Eliodoro, Achille Tazio e Luciano di Samosata la cui Storia vera è il più illustre antenato dei romanzi di fantascienza. Il romanzo Le incredibili meraviglie al di là di Tule di Antonio Diogene è il primo esempio di romanzo in cui viene usato l'espediente del manoscritto ritrovato. Antecedente del romanzo moderno è considerato il romanzo di Nino.
Alla letteratura latina di età imperiale appartengono due celebri romanzi: il Satyricon di Petronio e l'Asino d'oro di Apuleio. In India si possono rintracciare intorno al VII secolo d.C. forme embrionali di romanzo nella letteratura indù. Tra il X e XI secolo, il Giappone ci offre un testo con una concezione simile al romanzo contemporaneo: La storia di Genji è un vero e proprio romanzo di indagine psicologica eseguita attraverso le storie di un Don Giovanni dell'epoca.
Anche in Cina, intorno al XIV secolo il romanzo diventa un genere popolare ed intorno al XVI secolo viene prodotto il famoso Chin P'ing Mei. Nel Medioevo si ricordano i romanzi di genere cortese-cavalleresco di Chrétien de Troyes, quelli a carattere didattico-allegorico (Roman de la Rose, il Fiore), o di impronta favolistica (Roman de Renart). Seguirono poi i romanzi di Andrea da Barberino. Il pubblico lettore dei romanzi si allargò successivamente dalle classi aristocratiche a quelle borghesi-mercantili aprendo la via a nuove sperimentazioni narrative come il Filocolo e l'Elegia di Madonna Fiammetta di Giovanni Boccaccio.
Nel XV secolo l'Arcadia di Jacopo Sannazaro è un romanzo pastorale che si rifà a modelli dotti. Negli anni che vanno dal XVI secolo al XVII secolo materia della narrazione è il romanzo verosimile e il romanzo si trova in una posizione intermedia tra storia ed epica. Un primo romanzo moderno fu Gargantua e Pantagruel di Rabelais (XVI secolo). A questo proposito sono d'esempio i romanzi picareschi, con la loro pluralità di scrittura e di riferimento a diversi sottogeneri, come il cavalleresco e l'avventuroso. Il primo romanzo europeo di questo periodo è da considerarsi il Don Chisciotte che, grazie alla sua forma che demistifica la tradizione cavalleresca e cortese, rappresenta la prima opera letteraria classificabile come "romanzo" nell'accezione moderna del termine. Ma è solo alla fine del XVII secolo che l'idea di fiction prende piede nella produzione letteraria e così il romanzo comincia a prendere forma e a guadagnare uno spazio tra i generi letterari.
In assoluto, come primo romanzo viene considerato il Genji monogatari della giapponese Murasaki Shikibu, scritto nell'XI secolo. Questo romanzo tratta della vita sentimentale del protagonista Genji, figlio cadetto di un imperatore, costretto a rinunciare alla successione al trono iniziando una carriera politica con conseguente ascesa al potere. Il Genji monogatari viene considerato il primo romanzo psicologico.
Fu caratteristico del XVII secolo il nascere e diffondersi, soprattutto in Francia, del romanzo, cioè di una letteratura narrativa di ampiezza e complessità assai maggiori della novella e destinata alla lettura, più amena e di svago che letteraria, di un largo pubblico. I moralisti dell'epoca lo ostacolarono per lungo tempo (un'ordinanza settecentesca della corona di Spagna, che agiva in pieno accordo con la Chiesa, proibiva la diffusione dei romanzi in tutte le colonie americane a causa della vacuità, della presunta dannosità per i costumi del nuovo genere letterario).
In realtà i primi "veri" romanzi sono da attribuire alla prima metà del XVIII secolo. Essi si volgono nella direzione dell'epistolario e delle memorie dove la forma narrativa che viene adottata in prevalenza, diventa quella che tende di più all'autenticità e alla verosimiglianza. Verso la fine del secolo si sviluppa un altro filone tematico che è quello del libertinaggio, che segna una tappa importante nella storia del romanzo settecentesco. Così rivendicata la qualità del nuovo genere, appare in Inghilterra una nuova fase di rottura e un punto insieme di arrivo e di partenza per tutta la storia letteraria europea. Grandi romanzieri furono Daniel Defoe, Jonathan Swift, Samuel Richardson, Henry Fielding.
In Francia, nell'età dell'Illuminismo, emersero i romanzi di Voltaire e Rousseau; in Germania quelli di Wolfgang Goethe. Quello che cambia in tutta Europa agli inizi del XIX secolo è l'intera società: l'avvento della borghesia e del nazionalismo, di spinte rinnovatrici, catalizza nel romanzo le inquietudini di un'intera epoca, con accenti diversi a seconda del Paese interessato: piace ai lettori dell'epoca il tema dello sviluppo dell'individuo. Gli argomenti-cardine di tutta la narrativa realistica sono la famiglia, le vicende e i rapporti che si realizzano al suo interno e che influenzeranno tutta la letteratura sia in Francia che fuori.
Grande fortuna ha anche il genere del romanzo storico, iniziato dallo scozzese Walter Scott, e rappresentato in italiano dal capolavoro di Alessandro Manzoni I promessi sposi. Nell'Italia del XVIII secolo il romanzo ha una vita stentata, sia per ragioni storico-sociologiche, sia per ragioni teorico-estetiche che portavano a guardare con diffidenza a una forma narrativa così diversa da quella tradizionale. Ancora nella seconda metà del Settecento si assiste al persistere del romanzo ispirato ai modelli stranieri, con le caratteristiche dell'avventura e della completa assenza di problematicità dei personaggi. Nella seconda metà del secolo è importante il fenomeno della letteratura d'appendice che consente al lettore il processo di immedesimazione nella vicenda.
Alla fine del XIX secolo nascerà Il romanzo sperimentale (Le roman expérimental, E. Zola, 1880). Il naturalismo francese influenzerà in Italia il Verismo (Giovanni Verga, Matilde Serao, Grazia Deledda). Il romanzo è, a questo punto, un genere conosciuto e rispettato, almeno nelle sue espressioni più elevate (i "classici"): con il Novecento la forma del romanzo, e più in generale l'intera cultura, è "investita da un vero turbine". Appaiono all'orizzonte culturale e filosofico la psicoanalisi (Italo Svevo), la logica, la linguistica, e anche la tecnica narrativa cerca di adeguarsi. Dopo aver cercato rifugio nella rappresentazione di classi subalterne (Verismo) oppure di classi alte, il romanzo modifica la sua struttura: la trama spesso scompare, non esiste necessariamente una relazione tra la rappresentazione spaziale e l'ambiente, all'andamento cronologico si sostituisce un dissolvimento del percorso temporale e nasce un nuovo rapporto tra il tempo e l'intreccio. Cambia anche la tipologia del personaggio.
Termina il mito dell'eroe che viene sostituito dai nuovi antieroi, persone comuni, i cui tratti principali sono il senso di frustrazione, la perdita della propria identità, la mancanza di unità psichica, la sensazione di non essere autentici, la nevrosi. I protagonisti sono gli inetti, gli uomini, appunto, senza qualità alcuna, gli ammalati fisici e psichici, dei quali spesso si mette in scena l'inutilità dell'azione e della parola. Nella tipologia narrativa sono evidenti gli influssi della nuova scienza: la psicanalisi di Sigmund Freud che scoprì l'inconscio; la teoria generale della relatività di Albert Einstein; la fisica dei quanti di Max Planck (l'universo è composto di quanti, particelle soggette a regole variabili); il principio di indeterminazione di Heisenberg; la filosofia di Henri Bergson secondo la quale il tempo esteriore cronologico si distingue da un tempo interiore vissuto in ogni individuo come "durata", quindi un "tempo misto", un "tempo della coscienza" che conduce a una deformazione dei tempi della narrazione. Vengono utilizzati il monologo interiore ed il flusso di coscienza (stream of consciousness) per mostrare la psicologia del personaggio.
Massimi esponenti del nuovo genere di romanzo furono: Italo Svevo, Luigi Pirandello, Franz Kafka, James Joyce, Marcel Proust, André Breton, Virginia Woolf, Robert Musil.
La narrativa della crisi, che appare all'inizio del Novecento, supera quindi i modelli culturali del passato, abbandona la descrizione degli ambienti sociali, evidenzia un disagio esistenziale ed interiore nonché un contrasto tra interiorità del personaggio e la società che lo circonda.
I problemi per il romanzo del Novecento sono ancora quelli della voce narrante, e al narratore che presenta il punto di vista dominante. Il filosofo tedesco Hegel definì il romanzo il genere dell'epopea borghese, che ha sostituito l'epos. Nella società moderna infatti esiste un contrasto tra la poesia del cuore e la prosa del mondo, in cui l'individuo moderno è costretto a lasciare il cuore, la poesia, per dedicarsi alla prosa e lasciare la propria totalità per specializzarsi in un solo campo, rinunciare alla sua integrità per essere una cosa sola e quindi essere utile in qualcosa alla società. Il romanzo per Schlegel è a-generico, è letteratura in divenire, e questo dimostra il suo grande successo proprio perché può essere mutevole.
Un importante sviluppo nel XXI secolo è stato rappresentato dai romanzi pubblicati come ebook, e dalla crescita della web fiction, disponibile principalmente o esclusivamente su Internet. Un tipo comune è il serial web: a differenza della maggior parte dei romanzi moderni, i romanzi di web fiction vengono spesso pubblicati a tappe nel corso del tempo. Gli ebook sono spesso pubblicati anche in versione cartacea. Anche i audiolibri (registrazioni di letture di libri) sono diventati comuni in questo secolo.
Un altro formato non tradizionale, popolare nel XXI secolo, è il romanzo grafico. Tuttavia, sebbene un romanzo grafico possa essere "una storia di finzione presentata in formato striscia a fumetti e pubblicata come libro", può anche riferirsi a opere di non finzione e raccolte di opere brevi. Sebbene il termine "romanzo grafico" sia stato coniato negli anni '60, ci furono precursori nel XIX secolo. Lo scrittore John Updike, quando parlò alla Bristol Literary Society nel 1969, sulla "morte del romanzo", dichiarò di non vedere "nessuna ragione intrinseca per cui un artista doppiamente talentuoso non potrebbe emergere e creare un capolavoro di romanzo a strisce comiche". Una versione giapponese popolare del romanzo grafico si trova nel manga, e tali opere di finzione possono essere pubblicate in versioni online.
Gli audiolibri sono disponibili nelle scuole e nelle biblioteche pubbliche fin dagli anni '30, e in misura minore nei negozi di musica. Dal 1980 questo mezzo è diventato più ampiamente disponibile, incluso più recentemente online.
La web fiction è particolarmente popolare in Cina, con ricavi che superano i 2,5 miliardi di dollari statunitensi, così come in Corea del Sud. La letteratura online, come la web fiction in Cina, conta oltre 500 milioni di lettori, quindi la letteratura online in Cina svolge un ruolo molto più importante che negli Stati Uniti e nel resto del mondo. La maggior parte dei libri è disponibile online, dove i romanzi più popolari trovano milioni di lettori. Joara è la piattaforma di web novel più grande della Corea del Sud con 140 000 scrittori, con una media di 2 400 serial al giorno e 420 000 opere. Nel 2015, l'azienda ha registrato un fatturato di 12,5 miliardi di won mentre i profitti venivano generati dal 2009. La sua utenza è di 1,1 milioni, e utilizza in media 8,6 milioni di casi al giorno (2016). Dato che gli utenti di Joara hanno quasi lo stesso rapporto di genere, sia la fantasia che le forme romantiche del genere letterario sono molto richieste.
Lo sviluppo degli ebook e dei romanzi online ha portato a una rapida espansione delle opere autopubblicate negli ultimi anni. Alcuni autori che si autopubblicano possono guadagnare più soldi rispetto a quanto otterrebbero attraverso un editore tradizionale. Tuttavia, nonostante le sfide dei media digitali, la stampa rimane "il formato di libro più popolare tra i consumatori statunitensi, con oltre il 60 percento degli adulti che ha letto un libro stampato negli ultimi dodici mesi".

## Sottogeneri
Il romanzo, a seconda delle caratteristiche distintive che si rilevano al suo interno, può essere classificato all'interno di svariati generi e, talvolta, sottogeneri o filoni.
Potrà così essere definito:
- Romanzo di avventura quando le azioni e le vicende prevalgono sopra ogni altro aspetto del contenuto.
- Romanzo picaresco in cui l'eroe di bassa estrazione si fa strada in un mondo ostile.
- Romanzo psicologico quando emerge in primo piano l'individuo, con i suoi conflitti interiori e, in generale, le sue emozioni e sentimenti, passioni e sensazioni.[25]
- Romanzo a sfondo sociale se si tratteggia la vita dei ceti sociali economicamente svantaggiati o si denunciano situazioni di sopruso e pregiudizio.
- Romanzo di ambiente e di costume se si descrivono comportamenti di gruppi sociali e di individui che li rappresentano.
- Romanzo storico se la vicenda è un intreccio di ricerca storica e narrazione fantastica, svolgendosi in un periodo storico ben definito e importante per lo svolgimento dei fatti.[26]
- Romanzo comico-umoristico quando è condotto con un taglio che sottolinea lo stravolgimento delle situazioni normali e muove il riso.
- Romanzo giallo (o detective story) se la trama si fonda sulla dinamica delitto-investigazione e suoi ruoli di vittima-assassino-investigatore.
- Romanzo fantastico se la storia possiede elementi fantastici/soprannaturali importanti per la trama. Si divide in:
  - romanzo fantasy se gli elementi fantastici/soprannaturali non sono spiegati in modo scientifico o pseudo-scientifico;
  - romanzo fantascientifico se gli elementi fantastici/soprannaturali sono spiegati in modo scientifico o pseudo-scientifico;
  - romanzo horror se gli elementi fantastici/soprannaturali sono atti a spaventare il lettore, indipendentemente dalla spiegazione.
- Romanzo gotico se l'ambientazione è generalmente situata in epoca medioevale e i personaggi sono cupi e tormentati, vittime di un destino oscuro che li sovrasta e ne determina la tragica fine o il triste fallimento.
- Romanzo di spionaggio (spy-story) quando dominano sulla scena i conflitti tra agenti segreti di servizi di vari paesi (spesso CIA e KGB durante la guerra fredda).
- Romanzo rosa se è orientato al sentimentalismo.
- Romanzo storico sentimentale quando le vicende sentimentali e romantiche dei personaggi sono collocate in un rigoroso e preciso quadro storico e di costume.
- Romanzo nero (o noir) se è orientato alla violenza.
- Romanzo epistolare quando le vicende dei personaggi sono trasmesse con l'espediente del carteggio epistolare.
- Romanzo in forma di diario quando le vicende dei personaggi sono trasmesse con l'espediente del diario.
- Romanzo didattico quando il romanzo è un pretesto per impartire insegnamenti.
- Romanzo di formazione quando l'attenzione è rivolta all'evoluzione del personaggio verso la maturità e l'età adulta.
- Romanzo generazionale quando l'attenzione è rivolta all'evoluzione del personaggio ma nell'accezione in cui maturità e l'età adulta siano rifiutate dal soggetto, che ritiene di rappresentare e di sussumere ad una generazione.
- Romanzo filosofico quando il romanzo è un pretesto per trasmettere dei concetti filosofici.
- Romanzo d'appendice così chiamato perché pubblicato una volta "in appendice", a puntate, sui quotidiani e che dovendo sollecitare la curiosità del lettore fino al numero successivo, presenta una trama ricca di colpi di scena e di episodi ad effetto.
- Romanzo fiume se affronta, all'interno dello stesso testo, storie lunghissime di intere famiglie o gruppi sociali.
- Romanzo ciclico se appartiene a un gruppo di romanzi diversi, ciascuno a sé stante, ma legato agli altri dall'ambiente e dai personaggi.
- Romanzo feuilleton in origine romanzo pubblicato a puntate su un quotidiano, spesso basato su forti sentimenti, casi sfortunati e intricate vicende.
- Romanzo d'analisi se mette in mostra tutte le sfaccettature del sentimento e le pulsioni dell'inconscio.
- Romanzo naturalista e verista, una descrizione oggettiva e quasi fotografica della realtà, con attenzione tanto alla vita delle varie classi sociali quanto alle passioni umane.[27] Il secondo termine è più comune in Italia, il primo in Francia.[28]
- Romanzo thriller caratterizzato da una forte tensione e colpi di scena, può manifestare contemporaneamente peculiarità proprie a più generi quali: azione, giallo, intrigo spy-story e fantapolitica.
- Nouveau Roman grosso modo tra gli anni cinquanta e settanta del Novecento.
- Iperromanzo quando l'obiettivo è superare i normali limiti del romanzo, ad esempio realizzando la contemporaneità delle azioni, oppure fornendo al lettore la possibilità di effettuare delle scelte.
- Romanzo ipertestuale romanzo realizzato tramite ipertesto o comunque non vincolando la lettura alla sequenzialità delle pagine.
- Graphic novel romanzo a fumetti.
- Light Novel romanzo illustrato (realizzazione tipica in Giappone) con le caratteristiche estetiche e lo stile di un manga. La stesura del testo è del tutto simile a quella di un romanzo, a cui vengono aggiunte illustrazioni.
- Metaromanzo
- Romanzo breve, un'opera più lunga di un racconto, ma più breve di un romanzo classico. Il numero di battute va orientativamente dalle 80 000 alle 180 000.[senza fonte]
- Romanzo western quando la storia è ambientata intorno alla metà dell'Ottocento nell'Ovest americano, il cosiddetto Far West, e quando si tratta di nordisti e sudisti, indiani, cowboy, pistoleros e persino peones messicani.
- Letteratura per ragazzi, opere destinate ai ragazzini,con personaggi incredibili,avventure,ambientazioni fantastiche e anche insegnamenti, i più famosi sono Peter Pan, Pinocchio, Le avventure di Alice nel Paese delle Meraviglie e tanti altri.